# Eleição municipal em Florianópolis em 1988
As eleições municipais em Florianópolis em 1988 ocorreram em 15 de novembro, como parte das eleições municipais em 24 estados brasileiros e nos  territórios federais do Amapá e Roraima. Neste caso foram eleitos o prefeito Esperidião Amin e o vice-prefeito Bulcão Viana.
Nascido em Florianópolis, o advogado Esperidião Amin diplomou-se na Universidade Federal de Santa Catarina em 1970. No ano anterior o governador Ivo Silveira o nomeou diretor de administração da Secretaria de Educação, tornando-se chefe de gabinete da pasta e titular interino da mesma no governo Colombo Sales. Ao deixar o cargo trabalhou junto à empresa Telecomunicações de Santa Catarina, filiando-se à ARENA em 1972. Nomeado prefeito de Florianópolis pelo governador Antônio Carlos Konder Reis em 1975, foi eleito deputado federal em 1978, mudando para o PDS no decorrer do mandato. Eleito governador de Santa Catarina em 1982 e depois prefeito de Florianópolis em 1988, renunciou a este último cargo pouco antes de vencer a eleição para senador em 1990.

## Resultado da eleição para prefeito
Foram apurados 112 701 votos nominais, assim distribuídos:
| Candidatos a prefeito de Florianópolis | Candidatos a vice-prefeito   | Número | Coligação           | Votação | Percentual |
| -------------------------------------- | ---------------------------- | ------ | ------------------- | ------- | ---------- |
| Esperidião Amin PDS                    | Bulcão Viana PFL             | 11     | PDS, PFL, PL, PSD   | 64.949  | 57,63%     |
| Sérgio Grando PCB                      | Luiz Miguel Vaz Viegas PCdoB | 23     | PCB, PCdoB          | 23.967  | 21,26%     |
| Anita Pires PMDB                       | Nelson Wedekin PDT           | 15     | PMDB, PDT, PSDB     | 18.558  | 16,47%     |
| Flávio Schieck PT                      | Odilon Silva PT              | 13     | PT (sem coligação)  | 4.890   | 4,34%      |
| Elizeu Pavesi PSP                      | Cássio José Poffo PSP        | 42     | PSP (sem coligação) | 337     | 0,30%      |